# Avenue Bernard

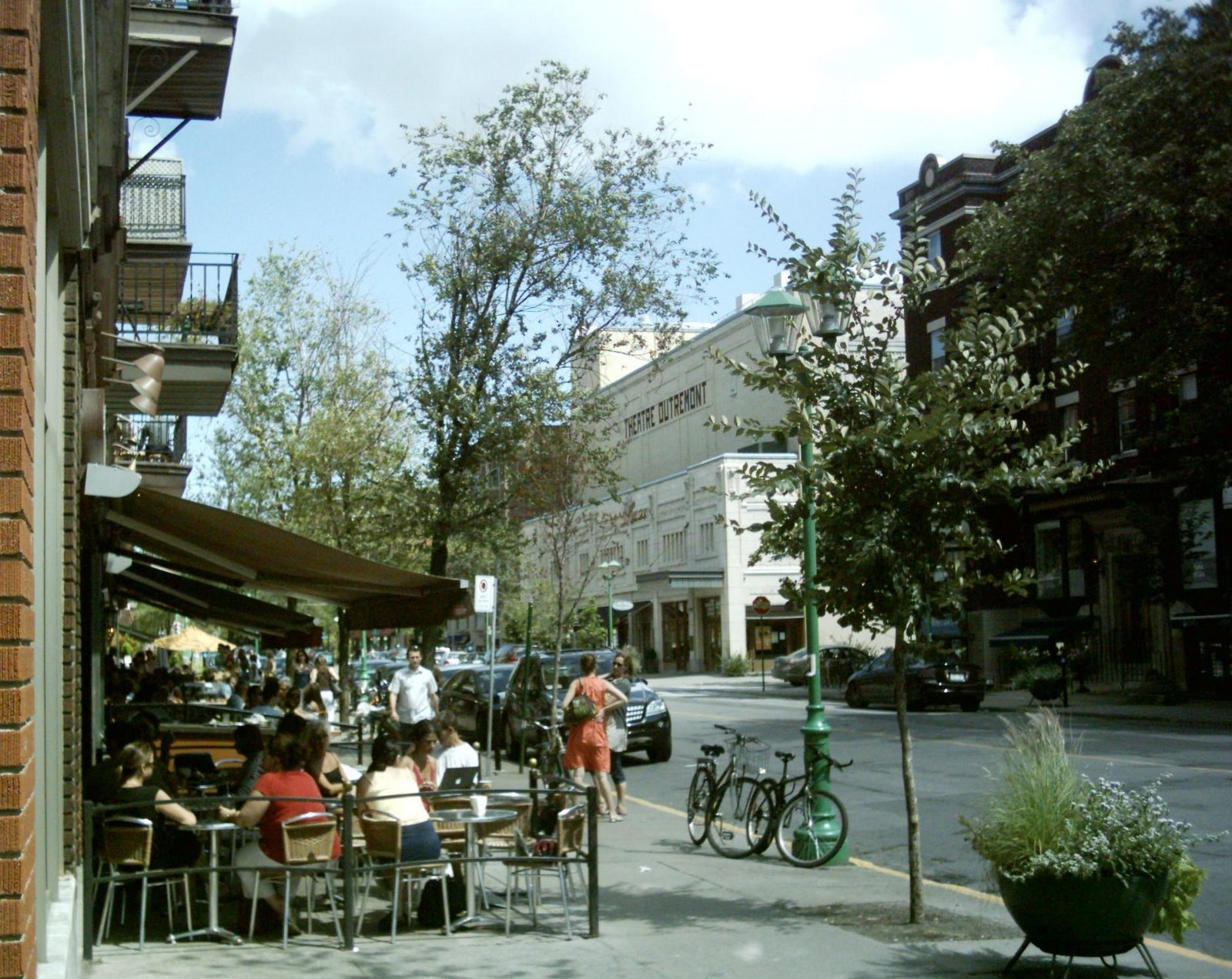
Avenue Bernard,
arrondissement Outremont, Montréal

L’avenue Bernard est une voie de Montréal.

## Situation et accès
D'orientation est/ouest, elle traverse l'arrondissement d'Outremont et le quartier du Mile End (arrondissement du Plateau-Mont-Royal). Cette avenue est bordée par des commerces, des restaurants et des résidences.

## Origine du nom
La Commission de toponymie du Québec écrit à son propos : « Selon les archives des Clercs de Saint-Viateur, ce nom rappellerait le souvenir du frère Jean-Baptiste Bernard (1832-1890), ami de la famille Beaubien qui était propriétaire de plusieurs terrains à Outremont. Date de désignation : mai 1912. »

## Historique
D'ici 2023, la section de l'Avenue Bernard entre les rues Wiseman et Bloomfield sera complètement pedestrianisée.

## Bâtiments remarquables et lieux de mémoire
On y retrouve le Théâtre Outremont, au 1234-1248 avenue Bernard, un édifice art déco, classé monument historique.